# 영국 항공사고조사위원회

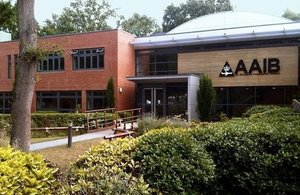
AAIB head office

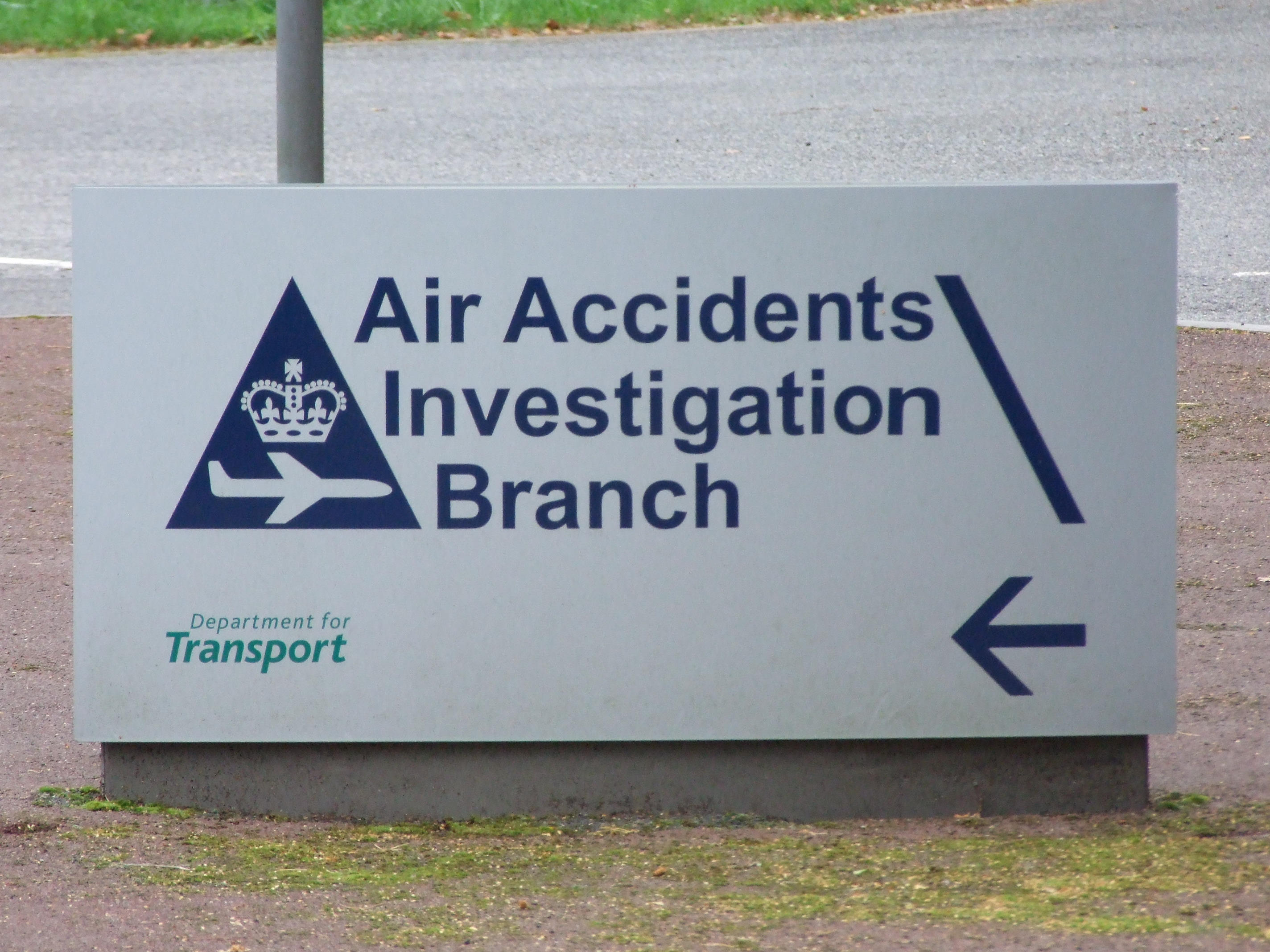
판버러 하우스 입구로 향하는 표지판. AAIB 본사를 가리키고 있다.

영국 항공사고조사위원회(Air Accidents Investigation Branch, AAIB)는 영국의 항공 사고를 조사하는 기관이다. 영국의 교통부의 한 갈래로서 햄프셔주 올더숏 근처의 판버러 공항 지상에 위치해 있다.

## 역사
영국의 항공 사고 조사는 1912년 시작되었다. 당시 로열 에어로 클럽(Royal Aero Club)은 서리주 브루클랜즈에서 일어난 어느 치명적인 항공 사고에 대한 보고서를 출판하였다.
영국 항공사고조사위원회(AAIB)는 1915년 영국 육군 항공대(RFC)의 Accidents Investigation Branch(AIB)라는 이름으로 설립되었다.
AIB는 1983년 영국 교통부로 이관되었고 1987년 11월 현재의 이름(Air Accidents Investigation Branch, AAIB)으로 변경되었다.

## 같이 보기
- 항공 안전
- 대한항공 8509편 추락 사고
- 팬암기 103편 폭파 사건
- 영국항공 38편 착륙 사고

## 참조
1. ↑  Hradecky, Simon (2012년 6월 8일). “United Kingdom's Air Accident Investigation Board celebrates 100 years of air accident investigation”. The Aviation Herald. 2012년 6월 10일에 확인함.
2. ↑  “Brooklands accident”. 《Flight》 (8 June 1912): p513. 2012년 6월 10일에 확인함.